# Rahul Bose
Rahul Bose (en bengalí: রাহুল বসু,en maratí: राहुल वौस) es un actor, director y guionista indio de cine. Nació en Calcutta, India el 27 de julio de 1967. Fue educado en Bombay y fue un ejecutivo publicitario antes de su carrera en cine. Ha protagonizado las películas English, August, Mr. and Mrs. Iyer, Pyaar Ke Side Effects, Anuranan y La mujer japonesa. En 2001, dirigió su primera película (Everybody Says I'm Fine!). Time lo nombró «el superestrella de cine arte de la india». 
También es un activista social y jugador del equipo de rugby union indio. En 2004 creó la ONG «The Foundation», que lucha contra la discriminación. Bose es un embajador global de Oxfam Internacional.
Bose es hjio de un padre bengalí y una madre maratí-kannada. Bose salió con la actriz Koel Purie, la estrella de Everybody Says I'm Fine! y White Noise.

## Filmografía

### Como actor
- English, August (1994)
- A Mouthful of Sky (1995)
- Bomgay (1996)
- Bombay Boys (1998)
- Split Wide Open (1999)
- Thakshak (1999)
- Everybody Says I'm Fine! (2001)
- Mr. and Mrs. Iyer (2002)
- Jhankaar Beats (2003)
- Ek Din 24 Ghante (2003)
- Mumbai Matinee (2003)
- Chameli (2003)
- White Noise (2004)
- The Fall (2005)
- Silsilay (2005)
- Kaalpurush (2005)
- 15 Park Avenue (2005)
- Ctrl+Alt+Del (2005)
- Anuranan (2006)
- Pyaar Ke Side Effects (2006)
- The Whisperers (2006)
- Chain Kulii Ki Main Kulii (2007)
- Antes de las lluvias (2007)
- Shaurya (2008)
- Maan Gaye Mughal-e-Azam (2008)
- Dil Kabaddi (2008)
- Tahaan (2008)
- Antaheen (2009)
- La mujer japonesa (2010)
- Mumbai Chakachak (2010)
- Yo soy Omar (2010)

### Como director
- Everybody Says I'm Fine! (2001)
- Moth Smoke (2011)

### Como guionista
- Everybody Says I'm Fine! (2001)
- The Whisperers (2006)